# Fritz-Walter-Stadion
El Fritz-Walter-Stadion és un estadi de futbol situat a Kaiserslautern, a l'estat federat de Renània-Palatinat, Alemanya. El seu equip titular és el 1. FC Kaiserslautern.

## Història

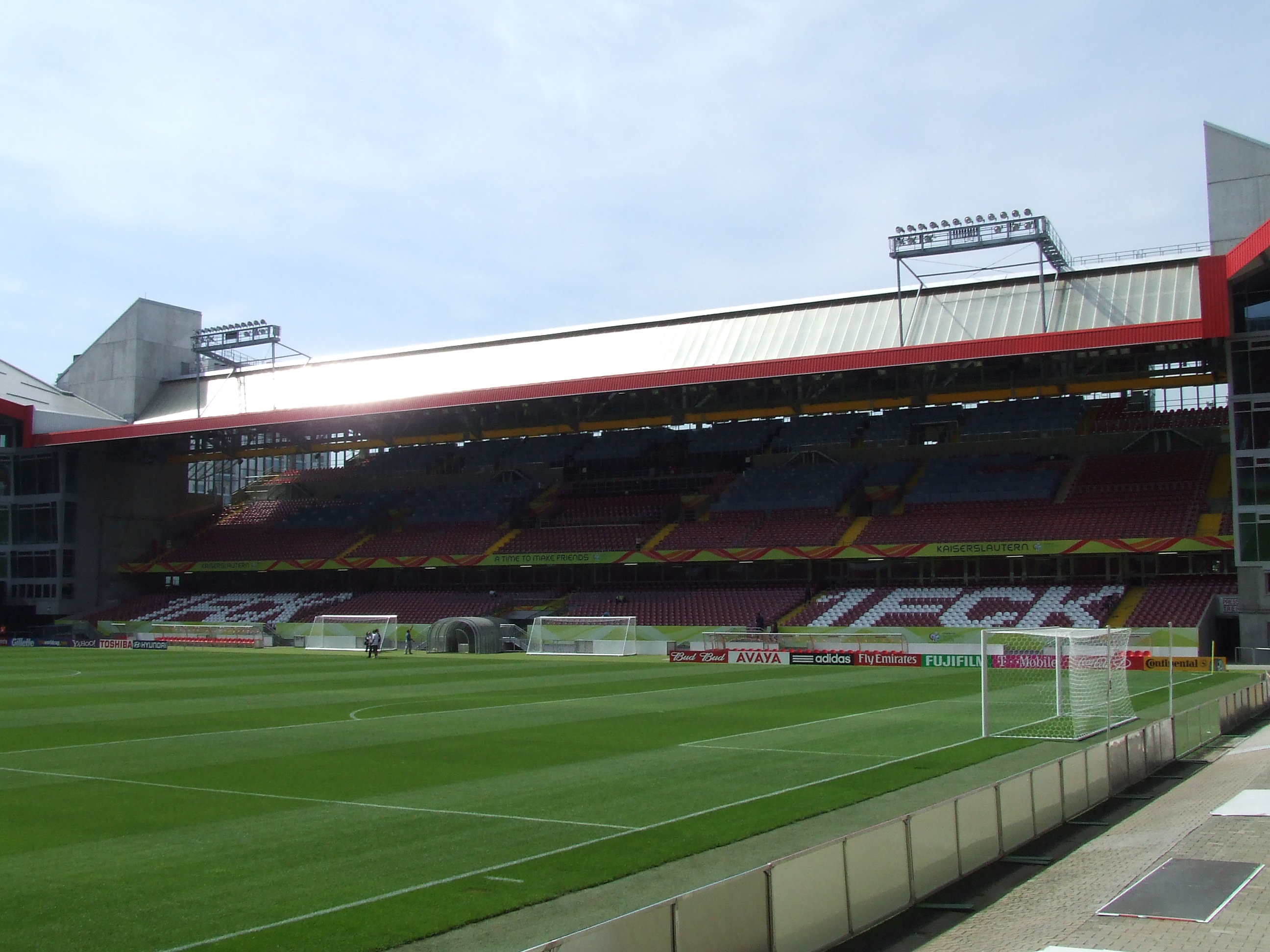
Interior del Fritz-Walter-Stadion.

El Fritz-Walter-Stadion déu el seu nom a Fritz Walter, capità de la selecció d'Alemanya Federal que es va coronar com campiona de la Copa del Món de Futbol 1954, jugada a Suïssa. Fritz Walter va jugar en el 1. FC Kaiserslautern al llarg de la seva carrera.
L'estadi es troba construït sobre el mont Betzenberg, pel que rep l'àlies de Betze. Va ser inaugurat el 1920.
Amb motiu de la Copa del Món de Futbol 2006, l'estadi va ser remodelat l'any 2002. Abans de la remodelació, el recinte esportiu comptava amb una capacitat de 38.500 espectadors, 18.600 dels quals estaven dempeus. Amb la posterior renovació, la capacitat es va incrementar fins a 48.500 espectadors, dels quals 16.363 estan dempeus, mentre que per a la disputa de la Copa del Món la capacitat va ser reduïda a 53.804 espectadors per motius de seguretat. El cost de la remodelació va ser de 76.500.000€.